# Volkskammerverkiezingen 1971
De Volkskammerverkiezingen van 1971 vonden op 14 november 1971 in de Duitse Democratische Republiek plaats. Het waren de zesde landelijke verkiezingen in de DDR.
Volgens de officiële opgave bracht 99,85% van de stemgerechtigden zijn stem uit op de lijst van het door de communistische Socialistische Eenheidspartij van Duitsland (Sozialistische Einheitspartei Deutschlands, SED) gesteunde Nationaal Front (Nationale Front, NF).
Anders dan bij andere verkiezingen in de DDR verdwenen de toegewezen zetels voor de Groot-Berlijnse afgevaardigden.

## Uitslag
| Partij/massaorganisaties                                                                   | zetels | naar partijlidmaatschap |
| ------------------------------------------------------------------------------------------ | ------ | ----------------------- |
| Socialistische Eenheidspartij van Duitsland (Sozialistische Einheitspartei Deutschlands)   | 127    | 284                     |
| Democratische Boerenpartij van Duitsland (Demokratische Bauernpartei Deutschlands)         | 52     | 52                      |
| Christelijk-Democratische Unie van Duitsland (Christlich-Demokratische Union Deutschlands) | 52     | 54                      |
| Liberaal-Democratische Partij van Duitsland (Liberal-Demokratische Partei Deutschlands)    | 52     | 53                      |
| Nationaal-Democratische Partij van Duitsland (National-Demokratische Partei Deutschlands)  | 52     | 53                      |
| Vrije Duitse Vakvereniging (Freier Deutscher Gewerkschaftsbund)                            | 68     | -                       |
| Democratische Vrouwenbond van Duitsland (Demokratischer Frauenbund Deutschlands)           | 35     | -                       |
| Vrije Duitse Jeugd (Freie Deutsche Jugend)                                                 | 40     | -                       |
| Cultuurbond (Kulturbund)                                                                   | 22     | -                       |
| Totaal                                                                                     | 500    | 500                     |

## Presidium
- Voorzitter van de Volkskammer
  - Gerald Götting (CDUD)
- Plaatsvervanger van de voorzitter van de Volkskammer
  - Friedrich Ebert (SED)
- Leden van het Presidium
  - Erich Mückenberger (SED)
  - Wilhelmine Schirmer-Pröscher (DFD)
  - Heinz Eichler (SED)
  - Karl-Heinz Schulmeister (Kulturbund)
  - Egon Krenz (FDJ)
  - Ernst Goldenbaum (DBD)
  - Willi-Peter Konzok (LDPD)
  - Margarete Müller (FDGB)
  - Wolfgang Rösser (NDPD)

## Fractievoorzitters
- SED: Friedrich Ebert
- DBD: Leonard Helmschrott
- CDUD: Wolfgang Heyl
- LDPD: Rudolf Agsten
- NDPD: Siegfried Dallmann
- FDGB: Hans Jendretzky
- DFD: Katharina Kern
- FDJ: Egon Krenz
- Kulturbund: Karl-Heinz Schulmeister

## Voetnoten
1. ↑  Het gaat hier om het lidmaatschap van een partij van leden van de massaorganisaties van het NF